# 대한민국 헌법 제119조
대한민국 헌법 제119조는 대한민국 헌법의 조항이다. 2항으로 구성되어 있다. 경제 자유화와 민주화 헌법을 상징한다.

## 본문
① 대한민국의 경제질서는 개인과 기업의 경제상의 자유와 창의를 존중함을 기본으로 한다.

② 국가는 균형있는 국민경제의 성장 및 안정과 적정한 소득의 분배를 유지하고, 시장의 지배와 경제력의 남용을 방지하며, 경제주체간의 조화를 통한 경제의 민주화를 위하여 경제에 관한 규제와 조정을 할 수 있다.

## 내용
- 경제질서의 기본 원칙
- 경제에 관한 규제와 조정

## 주요 판례
- 대한민국의 헌법재판소는 영화법 제26조 등 위헌확인 소송에서 “헌법 제119조 제1항 규정이 대한민국의 경제질서가 개인과 기업의 창의를 존중함을 기본으로 하고 있으나, 그것이 자유방임적 시장경제질서를 의미하는 것이 아님은 물론이다.”라고 판시한 바 있다.[1]
- 또한 헌법재판소는 여객자동차운수사업법 제73조의 2 등 위헌확인 소송에서 “우리 헌법은 전문 및 제119조 이하의 경제에 관한 장에서 “균형있는 국민경제의 성장과 안정, 적정한 소득의 분배, 시장의 지배와 경제력남용의 방지, 경제주체간의 조화를 통한 경제의 민주화, 균형있는 지역경제의 육성, 중소기업의 보호육성, 소비자보호” 등 경제영역에서의 국가목표를 명시적으로 규정함으로써 국가가 경제정책을 통하여 달성하여야 할 공익을 구체화하고 있다. 이와 같이 우리 헌법의 경제질서는 사유재산제를 바탕으로 하고 자유경쟁을 존중하는 자유시장 경제질서를 기본으로 하면서도 이에 수반되는 갖가지 모순을 제거하고 사회복지·사회정의를 실현하기 위하여 국가적 규제와 조정을 용인하는 사회적 시장경제질서로서의 성격을 띠고 있다. 그러나 경제적 기본권의 제한을 정당화하는 공익이 헌법에 명시적으로 규정된 목표에만 제한되는 것은 아니고, 헌법은 단지 국가가 실현하려고 의도하는 전형적인 경제목표를 예시적으로 구체화하고 있을 뿐이므로 기본권의 침해를 정당화할 수 있는 모든 공익을 아울러 고려하여 법률의 합헌성 여부를 심사하여야 한다.”고 판시하였다[2]
- 헌법재판소는 금융산업의구조개선에관한법률 제2조 제3호 가목 등 위헌소원 소송에서 “헌법 제119조는 개인의 경제적 자유를 보장하면서 사회정의를 실현하는 경제질서를 경제헌법의 지도원칙으로 표명함으로써 국가가 개인의 경제적 자유를 존중하여야 할 의무와 더불어 국민경제의 전반적인 현상에 대하여 포괄적인 책임을 지고 있다는 것을 규정하고 있다. (중략) 헌법 제119조 제2항에 규정된 ‘경제주체간의 조화를 통한 경제민주화’의 이념도 경제영역에서 정의로운 사회질서를 형성하기 위하여 추구할 수 있는 국가목표로서 개인의 기본권을 제한하는 국가행위를 정당화하는 헌법규범이다.”라고 판시하였다.[3]

- 헌법 제119조 제2항은 국가가 경제영역에서 실현하여야 할 목표의 하나로서 '적정한 소득의 분배'를 들고 있지만, 이로부터 반드시 소득에 대하여 누진세율에 따른 종합과세를 시행하여야 할 구체적인 헌법적 의무가 조세입법자에게 부과되는 것이라고 할 수 없다[4].

- 헌법 제119조 제2항에 규정된 '경제주체간의 조화를 통한 경제민주화'의 이념도 경제영역에서 정의로운 사회질서를 형성하기 위하여 추구할 수 있는 국가목표로서 개인의 기본권을 제한하는 국가행위를 정당화하는 헌법규범이다[5].

## 같이 보기
- 대한민국 헌법 제9장
- 2006헌바112
- 종합부동산세

## 참고문헌
- 김용섭. (2018). 헌법 제119조 경제질서와 경제민주화에 관한 법적 쟁점. 법학연구, 55, 1-32.
- 김연식. (2014). 토이브너의 헌법 다원주의의 관점에서 본 경제 영역에서 국가의 역할: 헌법 제119조 제2항의 “경제의 민주화”와 관련하여. 법과사회,(46), 327-372.
- 이장희. (2013). 헌법 제119조 제2항 '경제민주화'의 의미. 공법연구, 42(2), 95-124.
- 유승익. (2012). 헌법 제119조 제2항 “경제의 민주화” 해석론. 법학연구, 47, 1-20.
- 정재요. (2016). 경제민주주의에 대한 헌법재판소의 이해 - 현행 헌법 제119조의 해석을 중심으로. 인문사회과학연구, 17(4), 1-30.
- 김성률. (2012). 우리 헌법 제119조의 경제 질서에 대한 해석론. 法學論文集, 36(3), 5-29.